# Chesterville (Maine)
Chesterville – miasto w Stanach Zjednoczonych, w stanie Maine, w hrabstwie Franklin.